# Cinquième circonscription des Alpes-Maritimes
La cinquième circonscription des Alpes-Maritimes est l'une des neuf circonscriptions législatives que compte le département français des Alpes-Maritimes (06), situé en région Provence-Alpes-Côte d'Azur.
Elle est représentée à l'Assemblée nationale, lors de la XVIIe législature de la Cinquième République, par Christelle D'Intorni, députée de l'Union des droites pour la République (UDR). Elle s'étend du littoral jusqu'à Saint-Étienne-de-Tinée à l'extrême nord du département, englobant à la fois des territoires urbanisés (la partie ouest de la ville de Nice notamment) et ruraux.

## Description géographique

### Historique

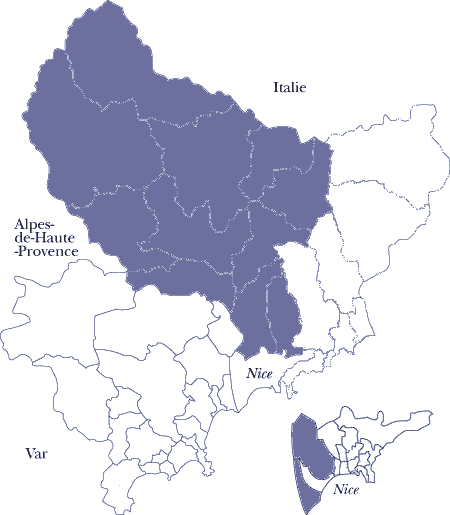
Carte de la 5e circonscription issue du redécoupage de 1986 (selon le découpage cantonal en vigueur jusqu'en 2014).

S'il y a plus de quatre circonscriptions dans les Alpes-Maritimes depuis 1902, elles étaient nommées à partir de l'arrondissement avant la Cinquième République. La cinquième circonscription des Alpes-Maritimes est créée par le redécoupage électoral de 1958. Elle est alors composée des cantons de Cannes et d'Antibes. 
Le redécoupage des circonscriptions de 1986 créé trois nouvelles circonscriptions dans le département, et le territoire de la cinquième circonscription se retrouve entièrement modifié. Il englobe désormais la quasi-totalité de l'arrière-pays niçois, pour se jeter dans la mer dans la partie ouest de la ville de Nice, ce qui vaut à la circonscription l'appellation de « Nice-Montagne ». Elle inclut alors les cantons suivants (selon l'ancien découpage cantonal en vigueur alors) : 
- Canton de Contes
- Canton de Guillaumes
- Canton de Lantosque
- Canton de Levens
- Canton de Nice-9
- Canton de Nice-14
- Canton de Puget-Théniers
- Canton de Roquebillière
- Canton de Roquesteron
- Canton de Saint-Étienne-de-Tinée
- Canton de Saint-Martin-Vésubie
- Canton de Saint-Sauveur-sur-Tinée
- Canton de Villars-sur-Var[3].

### Circonscription actuelle

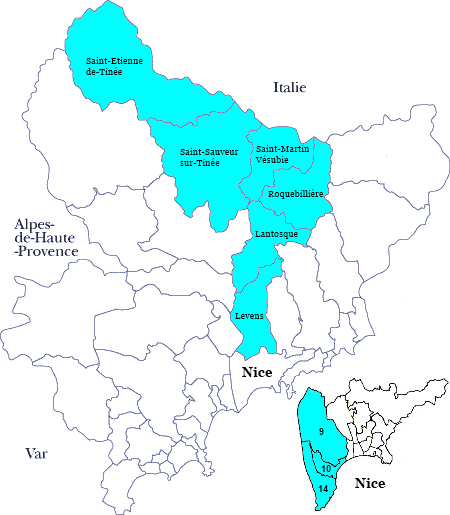
Carte de la 5e circonscription depuis 2012 (selon le découpage cantonal en vigueur jusqu'en 2014).

Le redécoupage des circonscriptions réalisé en 2010, en vigueur à partir des élections législatives de 2012, réduit la taille de la cinquième circonscription au profit des deuxième et quatrième circonscriptions du département. Elle gagne néanmoins un canton à Nice aux dépens de la troisième circonscription. L'ordonnance no 2009-935 du 29 juillet 2009, votée par le Parlement le 21 janvier 2010, lui attribue la composition cantonale suivante jusqu'au redécoupage cantonal de 2014 : 
- canton de Lantosque
- canton de Levens
- canton de Nice-9
- canton de Nice-10
- canton de Nice-14
- canton de Roquebillière
- canton de Saint-Étienne-de-Tinée
- canton de Saint-Martin-Vésubie
- canton de Saint-Sauveur-sur-Tinée.

La circonscription est dès lors composée de 27 communes et de la partie ouest de la ville de Nice.
Avec le redécoupage cantonal de 2014, les limites de la circonscription n'ont pas varié mais la composition cantonale de la circonscription est devenue la suivante : 
| Canton                     | Commune |
| -------------------------- | --- |
| Partie de Nice-1           | quartiers Madeleine-Inférieure, Magnan et La Bornala |
| Nice-2                     | Nice |
| partie de Nice-3           | Nice |
| partie de Nice-4           | quartiers Madeleine-Supérieure, Costière, Estienne-d'Orves, Saint-Pierre-de-Féric |
| partie de Tourrette-Levens | Aspremont - Belvédère - Castagniers - Clans - Colomars - Duranus - Ilonse - Isola - La Bollène-Vésubie - La Roquette-sur-Var - Lantosque -Levens - Marie - Rimplas - Roquebillière - Roubion - Roure - Saint-Blaise - Saint-Dalmas-le-Selvage - Saint-Étienne-de-Tinée - Saint-Martin-du-Var - Saint-Martin-Vésubie - Saint-Sauveur-sur-Tinée - Tourrette-Levens - Utelle - Valdeblore - Venanson |

Le canton de Nice-1 est séparé entre la cinquième et la première circonscription. La partie du canton de Nice-3 incluse dans la cinquième circonscription correspond à la seule commune de Nice (donc hors communes de Carros, Le Broc et Gattières qui appartiennent à la deuxième circonscription). Le canton de Nice-4 est séparé entre la cinquième, la première et la troisième circonscription. La totalité du canton de Tourrette-Levens appartient à la cinquième circonscription à l'exception de la commune de Falicon qui appartient à la troisième circonscription.

## Description démographique
En 1999, d'après le recensement général de la population réalisé par l'Insee, la population totale de cette circonscription (selon ses limites définies par le redécoupage de 1986) est estimée à 112 413 habitants,. En 2009, l'Insee indique que la population totale de la circonscription telle qu'elle est définie selon le redécoupage de 1986 atteint 119 394 habitants, et 122 736 habitants pour la circonscription définie par le redécoupage de 2010.
| Canton | 1990    | 1999    | 2009    |
| --- | ------- | ------- | ------- |
| Contes | 14 098  | 15 484  | 16 384  |
| Guillaumes |         | 2 179   | 2 646   |
| Lantosque |         | 1 507   | 2 001   |
| Levens |         | 17 969  | 20 941  |
| Nice-9 |         | 32 875  | 33 193  |
| Nice-10 |         | 31 550  | 31 850  |
| Nice-14 |         | 26 428  | 25 770  |
| Puget-Théniers |         | 2 386   | 2 895   |
| Roquebillière |         | 2 375   | 2 876   |
| Roquesteron |         | 3 415   | 3 941   |
| Saint-Étienne-de-Tinée |         | 2 177   | 2 190   |
| Saint-Martin-Vésubie |         | 1 221   | 1 468   |
| Saint-Sauveur-sur-Tinée |         | 2 106   | 2 447   |
| Villars-sur-Var |         | 2 068   | 2 642   |
| Total (selon redécoupage de 1986) | 102 950 | 112 413 | 119 394 |
| Total (selon redécoupage de 2010) |         |         | 122 736 |
| Les lignes colorées en bleu clair correspondent aux cantons qui composent la circonscription telle que définie par le redécoupage de 2010. |         |         |         |

La population totale de la circonscription est la suivante : 
| 2013    | 2019    | 2021    |
| ------- | ------- | ------- |
| 126 041 | 128 666 | 131 795 |

## Description historique et politique

### Historique des députations
| Législature | Début de mandat  | Fin de mandat    | Député                    | Parti politique | Observations |
| ----------- | ---------------- | ---------------- | ------------------------- | --------------- | --- |
| Ire         | 9 décembre 1958  | 8 février 1959   | Bernard Cornut-Gentille   | UNR             | Maire de Cannes (à partir de mars 1959). Remplacé par Maxime Roustan à la suite de sa nomination dans le gouvernement Michel Debré. Mandat écourté à la suite d'une dissolution parlementaire décidée par Charles de Gaulle. |
| Ire         | 9 février 1959   | 9 octobre 1962   | Maxime Roustan            | app. UNR        | Maire de Cannes (à partir de mars 1959). Remplacé par Maxime Roustan à la suite de sa nomination dans le gouvernement Michel Debré. Mandat écourté à la suite d'une dissolution parlementaire décidée par Charles de Gaulle. |
| IIe         | 6 décembre 1962  | 2 avril 1967     | Bernard Cornut-Gentille   | Rad. puis CD    | Maire de Cannes |
| IIIe        | 3 avril 1967     | 30 mai 1968      | Bernard Cornut-Gentille   | CD              | Maire de Cannes Mandat écourté à la suite d'une dissolution parlementaire décidée par Charles de Gaulle. |
| IVe         | 11 juillet 1968  | 1er avril 1973   | Olivier Giscard d'Estaing | RI              | Maire d'Estaing (Aveyron) |
| Ve          | 2 avril 1973     | 2 avril 1978     | Bernard Cornut-Gentille   | DVG             | Maire de Cannes |
| VIe         | 3 avril 1978     | 22 mai 1981      | Louise Moreau             | UDF             | Maire de Mandelieu-la-Napoule Mandat écourté à la suite d'une dissolution parlementaire décidée par François Mitterrand. |
| VIIe        | 2 juillet 1981   | 1er avril 1986   | Louise Moreau             | UDF             | Maire de Mandelieu-la-Napoule |
| IXe         | 23 juin 1988     | 1er avril 1993   | Christian Estrosi         | RPR             | Conseiller général du canton de Nice 8 |
| Xe          | 2 avril 1993     | 21 avril 1997    | Gaston Franco             | RPR             | Maire de Saint-Martin-Vésubie Conseiller général du canton de Saint-Martin-Vésubie Mandat écourté à la suite d'une dissolution parlementaire décidée par Jacques Chirac. |
| XIe         | 12 juin 1997     | 18 juin 2002     | Christian Estrosi         | RPR             | Conseiller général du canton de Nice 8 puis du canton de Saint-Étienne-de-Tinée Conseiller régional de Provence-Alpes-Côte d'Azur |
| XIIe        | 19 juin 2002     | 2 juillet 2005   | Christian Estrosi,        | UMP,            | Président du conseil général des Alpes-Maritimes (→ 2003) (canton de Saint-Étienne-de-Tinée) Remplacé par Charles Ange Ginésy à la suite de sa nomination dans le gouvernement Villepin. |
| XIIe        | 3 juillet 2005   | 19 juin 2007     | Charles Ange Ginésy,      | UMP,            | Président du conseil général des Alpes-Maritimes (→ 2003) (canton de Saint-Étienne-de-Tinée) Remplacé par Charles Ange Ginésy à la suite de sa nomination dans le gouvernement Villepin. |
| XIIIe       | 20 juin 2007     | 19 juillet 2007  | Christian Estrosi         | UMP             | Président du conseil général des Alpes-Maritimes (→ 2008) (canton de Saint-Étienne-de-Tinée). Maire de Nice, président de la CANCA puis CUNCA (→ 2008), puis de la métropole Nice Côte d'Azur (→ 2012). Christian Estrosi est remplacé par Charles Ange Ginésy le 20 juillet 2007 à la suite de sa nomination dans le gouvernement Fillon II. Il retrouve son poste le 26 mai 2008 à la suite d'une élection législative partielle. Il est remplacé par Charles Ange Ginésy le 23 juillet 2009 à la suite de sa nomination dans le gouvernement Fillon II. Il retrouve son poste le 14 décembre 2010 à la suite de sa sortie du gouvernement. |
| XIIIe       | 20 juillet 2007  | 1er avril 2008   | Charles Ange Ginésy       | UMP             | Président du conseil général des Alpes-Maritimes (→ 2008) (canton de Saint-Étienne-de-Tinée). Maire de Nice, président de la CANCA puis CUNCA (→ 2008), puis de la métropole Nice Côte d'Azur (→ 2012). Christian Estrosi est remplacé par Charles Ange Ginésy le 20 juillet 2007 à la suite de sa nomination dans le gouvernement Fillon II. Il retrouve son poste le 26 mai 2008 à la suite d'une élection législative partielle. Il est remplacé par Charles Ange Ginésy le 23 juillet 2009 à la suite de sa nomination dans le gouvernement Fillon II. Il retrouve son poste le 14 décembre 2010 à la suite de sa sortie du gouvernement. |
| XIIIe       | 26 mai 2008      | 23 juillet 2009  | Christian Estrosi         | UMP             | Président du conseil général des Alpes-Maritimes (→ 2008) (canton de Saint-Étienne-de-Tinée). Maire de Nice, président de la CANCA puis CUNCA (→ 2008), puis de la métropole Nice Côte d'Azur (→ 2012). Christian Estrosi est remplacé par Charles Ange Ginésy le 20 juillet 2007 à la suite de sa nomination dans le gouvernement Fillon II. Il retrouve son poste le 26 mai 2008 à la suite d'une élection législative partielle. Il est remplacé par Charles Ange Ginésy le 23 juillet 2009 à la suite de sa nomination dans le gouvernement Fillon II. Il retrouve son poste le 14 décembre 2010 à la suite de sa sortie du gouvernement. |
| XIIIe       | 23 juillet 2009  | 14 décembre 2010 | Charles Ange Ginésy       | UMP             | Président du conseil général des Alpes-Maritimes (→ 2008) (canton de Saint-Étienne-de-Tinée). Maire de Nice, président de la CANCA puis CUNCA (→ 2008), puis de la métropole Nice Côte d'Azur (→ 2012). Christian Estrosi est remplacé par Charles Ange Ginésy le 20 juillet 2007 à la suite de sa nomination dans le gouvernement Fillon II. Il retrouve son poste le 26 mai 2008 à la suite d'une élection législative partielle. Il est remplacé par Charles Ange Ginésy le 23 juillet 2009 à la suite de sa nomination dans le gouvernement Fillon II. Il retrouve son poste le 14 décembre 2010 à la suite de sa sortie du gouvernement. |
| XIIIe       | 14 décembre 2010 | 19 juin 2012     | Christian Estrosi         | UMP             | Président du conseil général des Alpes-Maritimes (→ 2008) (canton de Saint-Étienne-de-Tinée). Maire de Nice, président de la CANCA puis CUNCA (→ 2008), puis de la métropole Nice Côte d'Azur (→ 2012). Christian Estrosi est remplacé par Charles Ange Ginésy le 20 juillet 2007 à la suite de sa nomination dans le gouvernement Fillon II. Il retrouve son poste le 26 mai 2008 à la suite d'une élection législative partielle. Il est remplacé par Charles Ange Ginésy le 23 juillet 2009 à la suite de sa nomination dans le gouvernement Fillon II. Il retrouve son poste le 14 décembre 2010 à la suite de sa sortie du gouvernement. |
| XIVe        | 20 juin 2012     | 30 mars 2016     | Christian Estrosi         | UMP puis LR     | Maire de Nice, président de la métropole Nice Côte d'Azur, puis président du conseil régional de Provence-Alpes-Côte d'Azur (à partir de janvier 2016). Remplacé par Marine Brenier à la suite d'une élection législative partielle intervenue après sa démission. |
| XIVe        | 30 mai 2016      | 20 juin 2017     | Marine Brenier            | LR              | Maire de Nice, président de la métropole Nice Côte d'Azur, puis président du conseil régional de Provence-Alpes-Côte d'Azur (à partir de janvier 2016). Remplacé par Marine Brenier à la suite d'une élection législative partielle intervenue après sa démission. |
| XVe         | 21 juin 2017     | 21 juin 2022     | Marine Brenier            | LR              | Conseillère municipale de Nice |
| XVIe        | 22 juin 2022     | 9 juin 2024      | Christelle D'Intorni      | LR              | Conseillère départementale des Alpes-Maritimes Maire de Rimplas (jusqu'en juillet 2022) puis conseillère municipale de Rimplas. Mandat écourté à la suite d'une dissolution parlementaire décidée par Emmanuel Macron. |
| XVIIe       | 8 juillet 2024   | En cours         | Christelle D'Intorni      | UDR             | Conseillère départementale des Alpes-Maritimes, conseillère municipale de Rimplas. |

### Historique des élections

#### Élections de 1958
| Candidat       | Candidat                    | Parti          | Premier tour | Premier tour | Second tour | Second tour |  |
| Candidat       | Candidat                    | Parti          | Voix         | %            | Voix        | %           |  |
| -------------- | --------------------------- | -------------- | ------------ | ------------ | ----------- | ----------- |  |
|                | Bernard Cornut-Gentille élu | UNR            | 21 189       | 46,6         | 31 915      | 75,48       |  |
|                | Jean-Pierre Verdet          | CR             | 13 923       | 30,62        | Retrait     | Retrait     |  |
|                | Henri Pourtalet             | PCF            | 9 622        | 21,16        | 10 369      | 24,52       |  |
|                | Henri Galabert              | Modérés        | 735          | 1,62         | Retrait     | Retrait     |  |
|                |                             |                |              |              |             |             |  |
| Inscrits       | Inscrits                    | Inscrits       | 59 441       | 100,00       | 59 355      | 100,00      |  |
| Abstentions    | Abstentions                 | Abstentions    | 13 024       | 21,91        | 15 132      | 25,49       |  |
| Votants        | Votants                     | Votants        | 46 417       | 78,09        | 44 223      | 74,51       |  |
| Blancs et nuls | Blancs et nuls              | Blancs et nuls | 948          | 2,04         | 1 939       | 4,38        |  |
| Exprimés       | Exprimés                    | Exprimés       | 45 469       | 97,96        | 42 284      | 95,62       |  |

Maxime Roustan était le suppléant de Bernard Cornut-Gentille. Maxime Roustan remplace Bernard Cornut-Gentille, nommé membre du gouvernement, du 9 février 1959 au 9 octobre 1962.

#### Élections de 1962
|                | Bernard Cornut-Gentille sortant réélu | Radcent        | 25 225 | 57,25  |  |  |  |
|                | René Bussoz                           | UNR-UDT        | 9 813  | 22,27  |  |  |  |
|                | Henri Pourtalet                       | PCF            | 9 026  | 20,48  |  |  |  |
|                |                                       |                |        |        |  |  |  |
| Inscrits       | Inscrits                              | Inscrits       | 65 465 | 100,00 |  |  |  |
| Abstentions    | Abstentions                           | Abstentions    | 20 349 | 31,08  |  |  |  |
| Votants        | Votants                               | Votants        | 45 116 | 68,92  |  |  |  |
| Blancs et nuls | Blancs et nuls                        | Blancs et nuls | 1 052  | 2,33   |  |  |  |
| Exprimés       | Exprimés                              | Exprimés       | 44 064 | 97,67  |  |  |  |

Antony Spagnou, quincailler, Président du Tribunal de commerce d'Antibes, était le suppléant de Bernard Cornut-Gentille.
Bernard Cornu-Gentille siège parmi les députés non-inscrits. En 1966, il est membre de la direction nationale du Centre démocrate.

#### Élections de 1967
| Candidat       | Candidat                              | Parti          | Premier tour | Premier tour | Second tour | Second tour |  |
| Candidat       | Candidat                              | Parti          | Voix         | %            | Voix        | %           |  |
| -------------- | ------------------------------------- | -------------- | ------------ | ------------ | ----------- | ----------- |  |
|                | Bernard Cornut-Gentille sortant réélu | CD (PDM)       | 28 979       | 48,22        | 29 882      | 50          |  |
|                | Vincent Badie                         | UD-Ve          | 17 898       | 29,78        | 17 297      | 28,94       |  |
|                | Georges Girard                        | PCF            | 13 219       | 22           | 12 581      | 21,05       |  |
|                |                                       |                |              |              |             |             |  |
| Inscrits       | Inscrits                              | Inscrits       | 77 896       | 100,00       | 77 895      | 100,00      |  |
| Abstentions    | Abstentions                           | Abstentions    | 16 120       | 20,69        | 17 162      | 22,03       |  |
| Votants        | Votants                               | Votants        | 61 776       | 79,31        | 60 733      | 77,97       |  |
| Blancs et nuls | Blancs et nuls                        | Blancs et nuls | 1 680        | 2,72         | 973         | 1,6         |  |
| Exprimés       | Exprimés                              | Exprimés       | 60 096       | 97,28        | 59 760      | 98,4        |  |

Antony Spagnou était le suppléant de Bernard Cornut-Gentille.

#### Élections de 1968
| Candidat       | Candidat                      | Parti          | Premier tour | Premier tour | Second tour | Second tour |  |
| Candidat       | Candidat                      | Parti          | Voix         | %            | Voix        | %           |  |
| -------------- | ----------------------------- | -------------- | ------------ | ------------ | ----------- | ----------- |  |
|                | Olivier Giscard d'Estaing élu | RI             | 17 664       | 29,58        | 36 676      | 66,7        |  |
|                | Pierre Pasquini               | UDR            | 16 815       | 28,16        | Retrait     | Retrait     |  |
|                | Georges Girard                | PCF            | 13 253       | 22,19        | 18 309      | 33,3        |  |
|                | Roger Lefrançois              | CD (PDM)       | 7 779        | 13,03        |             |             |  |
|                | Bernard Hubert                | PSU            | 3 429        | 5,74         |             |             |  |
|                | René-Jean Antonioli           | MPR            | 780          | 1,31         |             |             |  |
|                |                               |                |              |              |             |             |  |
| Inscrits       | Inscrits                      | Inscrits       | 78 477       | 100,00       | 78 491      | 100,00      |  |
| Abstentions    | Abstentions                   | Abstentions    | 17 566       | 22,38        | 20 713      | 26,39       |  |
| Votants        | Votants                       | Votants        | 60 911       | 77,62        | 57 778      | 73,61       |  |
| Blancs et nuls | Blancs et nuls                | Blancs et nuls | 1 191        | 1,96         | 2 793       | 4,83        |  |
| Exprimés       | Exprimés                      | Exprimés       | 59 720       | 98,04        | 54 985      | 95,17       |  |

Alain Martelly, chef d'entreprise à Antibes, était le suppléant d'Olivier Giscard d'Estaing.

#### Élections de 1973
| Candidat           | Candidat                    | Parti          | Premier tour | Premier tour | Second tour | Second tour |  |
| Candidat           | Candidat                    | Parti          | Voix         | %            | Voix        | %           |  |
| ------------------ | --------------------------- | -------------- | ------------ | ------------ | ----------- | ----------- |  |
|                    | Bernard Cornut-Gentille élu | Divers gauche  | 20 548       | 29,60        | 33 471      | 47,49       |  |
|                    | Pierre Pasquini             | UDR (URP)      | 19 687       | 28,36        | 27 412      | 38,89       |  |
|                    | Georges Girard              | PCF            | 14 354       | 20,67        | 9 595       | 13,61       |  |
|                    | Paul Bernard                | MR             | 9 481        | 13,66        | Retrait     | Retrait     |  |
|                    | Jacques-Pierre Bernard      | PSU            | 3 120        | 4,49         |             |             |  |
|                    | Robert Jobin                | FN             | 2 239        | 3,22         |             |             |  |
|                    |                             |                |              |              |             |             |  |
| Inscrits           | Inscrits                    | Inscrits       | 86 691       | 100,00       | 86 696      | 100,00      |  |
| Abstentions        | Abstentions                 | Abstentions    | 15 863       | 18,3         | 14 808      | 17,08       |  |
| Votants            | Votants                     | Votants        | 70 828       | 81,7         | 71 888      | 82,92       |  |
| Blancs et nuls     | Blancs et nuls              | Blancs et nuls | 1 399        | 1,98         | 1 410       | 1,96        |  |
| Exprimés           | Exprimés                    | Exprimés       | 69 429       | 98,02        | 70 478      | 98,04       |  |
| Source : Data.gouv |                             |                |              |              |             |             |  |

Antony Spagnou était suppléant de Bernard Cornut-Gentille.
Bernard Cornut-Gentille était soutenu par les militants locaux du Parti socialiste. Il siégea parmi les députés non-inscrits.

#### Élections de 1978
| Candidat       | Candidat                        | Parti          | Premier tour | Premier tour | Second tour | Second tour |  |
| Candidat       | Candidat                        | Parti          | Voix         | %            | Voix        | %           |  |
| -------------- | ------------------------------- | -------------- | ------------ | ------------ | ----------- | ----------- |  |
|                | Bernard Cornut-Gentille sortant | Divers gauche  | 23 405       | 26,42        | 42 859      | 47          |  |
|                | Louise Moreau élue              | UDF (CDS)      | 23 025       | 25,99        | 48 338      | 53          |  |
|                | Anne-Marie Dupuy                | RPR            | 19 200       | 21,67        | Retrait     | Retrait     |  |
|                | Marc Rocca                      | PCF            | 14 308       | 16,15        | Retrait     | Retrait     |  |
|                | Raymond Ivars                   | PSD            | 2 528        | 2,85         |             |             |  |
|                | Pierre Mérenbielle              | MDD            | 1 976        | 2,23         |             |             |  |
|                | Jacques Lebard                  | PSU (FA)       | 1 677        | 1,89         |             |             |  |
|                | Robert Jobin                    | FN             | 1 264        | 1,43         |             |             |  |
|                | Serge Gauvry                    | LO             | 897          | 1,01         |             |             |  |
|                | P. Noël                         | Divers         | 321          | 0,36         |             |             |  |
|                |                                 |                |              |              |             |             |  |
| Inscrits       | Inscrits                        | Inscrits       | 108 343      | 100,00       | 108 345     | 100,00      |  |
| Abstentions    | Abstentions                     | Abstentions    | 18 337       | 16,92        | 15 485      | 14,29       |  |
| Votants        | Votants                         | Votants        | 90 006       | 83,08        | 92 860      | 85,71       |  |
| Blancs et nuls | Blancs et nuls                  | Blancs et nuls | 1 405        | 1,56         | 1 663       | 1,79        |  |
| Exprimés       | Exprimés                        | Exprimés       | 88 601       | 98,44        | 91 197      | 98,21       |  |

Jean-Pierre Gonzalez, agent général d'assurances à Antibes-Juan-les-Pins était suppléant de Louise Moreau.

#### Élections de 1981
| Candidat       | Candidat                      | Parti          | Premier tour | Premier tour | Second tour | Second tour |  |
| Candidat       | Candidat                      | Parti          | Voix         | %            | Voix        | %           |  |
| -------------- | ----------------------------- | -------------- | ------------ | ------------ | ----------- | ----------- |  |
|                | Louise Moreau sortante réélue | UDF (CDS)      | 39 259       | 49,29        | 43 804      | 50,35       |  |
|                | Bernard Cornut-Gentille       | Divers gauche  | 29 852       | 37,48        | 43 190      | 49,65       |  |
|                | Marc Rocca                    | PCF            | 9 192        | 11,54        |             |             |  |
|                | Georges Guiraud               | Divers droite  | 1 348        | 1,69         |             |             |  |
|                |                               |                |              |              |             |             |  |
| Inscrits       | Inscrits                      | Inscrits       | 114 657      | 100,00       | 114 657     | 100,00      |  |
| Abstentions    | Abstentions                   | Abstentions    | 34 067       | 29,71        | 26 717      | 23,3        |  |
| Votants        | Votants                       | Votants        | 80 590       | 70,29        | 87 940      | 76,7        |  |
| Blancs et nuls | Blancs et nuls                | Blancs et nuls | 939          | 1,17         | 946         | 1,08        |  |
| Exprimés       | Exprimés                      | Exprimés       | 79 651       | 98,83        | 86 994      | 98,92       |  |

Jean-Pierre Gonzalez était suppléant de Louise Moreau.

#### Élections de 1988
| Candidat       | Candidat                    | Parti          | Premier tour | Premier tour | Second tour | Second tour |  |
| Candidat       | Candidat                    | Parti          | Voix         | %            | Voix        | %           |  |
| -------------- | --------------------------- | -------------- | ------------ | ------------ | ----------- | ----------- |  |
|                | Christian Estrosi élu       | RPR (URC)      | 16 746       | 35,73        | 27 941      | 51,91       |  |
|                | Jean-Hugues Colonna sortant | PS             | 14 413       | 30,76        | 25 881      | 48,09       |  |
|                | Max Baeza                   | FN             | 7 787        | 16,62        |             |             |  |
|                | Louis Fiori                 | PCF            | 7 387        | 15,76        |             |             |  |
|                | Michel Gorlier              | Divers droite  | 329          | 0,7          |             |             |  |
|                | Dominique Boscher           | Divers droite  | 200          | 0,43         |             |             |  |
|                |                             |                |              |              |             |             |  |
| Inscrits       | Inscrits                    | Inscrits       | 74 632       | 100,00       | 74 624      | 100,00      |  |
| Abstentions    | Abstentions                 | Abstentions    | 26 850       | 35,98        | 19 388      | 25,98       |  |
| Votants        | Votants                     | Votants        | 47 782       | 64,02        | 55 236      | 74,02       |  |
| Blancs et nuls | Blancs et nuls              | Blancs et nuls | 920          | 1,93         | 1 414       | 2,56        |  |
| Exprimés       | Exprimés                    | Exprimés       | 46 862       | 98,07        | 53 822      | 97,44       |  |

Jean Guillon, maire de Bendejun, était suppléant de Christian Estrosi.

#### Élections de 1993
| Candidat       | Candidat             | Parti          | Premier tour | Premier tour | Second tour | Second tour |  |
| Candidat       | Candidat             | Parti          | Voix         | %            | Voix        | %           |  |
| -------------- | -------------------- | -------------- | ------------ | ------------ | ----------- | ----------- |  |
|                | Gaston Franco élu    | RPR            | 12 716       | 24,61        | 24 093      | 58,9        |  |
|                | Pierre Gerbal        | FN             | 10 321       | 19,97        | 16 814      | 41,1        |  |
|                | Jean Icart           | UDF (PR)       | 9 572        | 18,52        |             |             |  |
|                | Louis Fiori          | PCF            | 7 293        | 14,11        |             |             |  |
|                | Paul Cuturello       | PS (ADFP)      | 5 532        | 10,7         |             |             |  |
|                | Pierre-Loup Mazerand | Les Verts (EÉ) | 3 355        | 6,49         |             |             |  |
|                | Jeanne Fargeot       | LT-LNÉ         | 1 680        | 3,25         |             |             |  |
|                | Jean Guillon         | diss. UDF      | 1 208        | 2,34         |             |             |  |
|                |                      |                |              |              |             |             |  |
| Inscrits       | Inscrits             | Inscrits       | 79 071       | 100,00       | 78 457      | 100,00      |  |
| Abstentions    | Abstentions          | Abstentions    | 25 312       | 32,01        | 27 642      | 35,23       |  |
| Votants        | Votants              | Votants        | 53 759       | 67,99        | 50 815      | 64,77       |  |
| Blancs et nuls | Blancs et nuls       | Blancs et nuls | 2 082        | 3,87         | 9 908       | 19,5        |  |
| Exprimés       | Exprimés             | Exprimés       | 51 677       | 96,13        | 40 907      | 80,5        |  |

Jean Sassone, adjoint au maire de Nice, était le suppléant de Gaston Franco.

#### Élections de 1997
| Candidat       | Candidat              | Parti             | Premier tour | Premier tour | Second tour | Second tour |  |
| Candidat       | Candidat              | Parti             | Voix         | %            | Voix        | %           |  |
| -------------- | --------------------- | ----------------- | ------------ | ------------ | ----------- | ----------- |  |
|                | Christian Estrosi élu | RPR               | 15 295       | 31           | 27 240      | 66,71       |  |
|                | Robert Gazut          | FN                | 11 129       | 22,55        | 13 591      | 33,29       |  |
|                | Paul Cuturello        | PS                | 9 388        | 19,02        |             |             |  |
|                | Francis Tujague       | PCF               | 8 442        | 17,11        |             |             |  |
|                | Xavier Robert         | GÉ                | 1 658        | 3,36         |             |             |  |
|                | Hélène Saliceti       | LDI (MPF)         | 1 057        | 2,14         |             |             |  |
|                | Axel Hvidsten         | MÉI               | 718          | 1,46         |             |             |  |
|                | Daniel Brun           | Divers            | 549          | 1,11         |             |             |  |
|                | Jean Nicolas          | MDC               | 422          | 0,86         |             |             |  |
|                | Yves Masingue         | Extrême droite    | 253          | 0,51         |             |             |  |
|                | Anne Giujuzza         | IR                | 226          | 0,46         |             |             |  |
|                | Gérald Retali         | LT-LNÉ            | 173          | 0,35         |             |             |  |
|                | Marie-Madeleine Paris | Divers droite     | 34           | 0,07         |             |             |  |
|                | Lydie Odetti          | Divers écologiste | 2            | 0            |             |             |  |
|                |                       |                   |              |              |             |             |  |
| Inscrits       | Inscrits              | Inscrits          | 80 173       | 100,00       | 80 159      | 100,00      |  |
| Abstentions    | Abstentions           | Abstentions       | 28 449       | 35,48        | 29 967      | 37,38       |  |
| Votants        | Votants               | Votants           | 51 724       | 64,52        | 50 192      | 62,62       |  |
| Blancs et nuls | Blancs et nuls        | Blancs et nuls    | 2 378        | 4,6          | 9 361       | 18,65       |  |
| Exprimés       | Exprimés              | Exprimés          | 49 346       | 95,4         | 40 831      | 81,35       |  |

Le suppléant de Christian Estrosi était Charles Ange Ginésy, exploitant de remontées mécaniques et hôtelier, chargé de missions, premier adjoint au maire de Péone-Valberg.

#### Élections de 2002
| Candidat       | Candidat                        | Parti             | Premier tour | Premier tour | Second tour | Second tour |  |
| Candidat       | Candidat                        | Parti             | Voix         | %            | Voix        | %           |  |
| -------------- | ------------------------------- | ----------------- | ------------ | ------------ | ----------- | ----------- |  |
|                | Christian Estrosi sortant réélu | UMP               | 22 980       | 45,53        | 28 629      | 73,31       |  |
|                | Jean Thiéry                     | FN                | 10 321       | 20,45        | 10 424      | 26,69       |  |
|                | Paul Cuturello                  | PS                | 10 227       | 20,26        |             |             |  |
|                | Jacques Tiberi                  | PCF               | 3 952        | 7,83         |             |             |  |
|                | Louis Olivier                   | MNR               | 473          | 0,94         |             |             |  |
|                | Jean-Pierre Blondel             | LO                | 402          | 0,8          |             |             |  |
|                | Serge Gabry                     | LT-LNÉ            | 384          | 0,76         |             |             |  |
|                | Noura Slimane                   | Pôle républicain  | 356          | 0,71         |             |             |  |
|                | Nadia Hamecha                   | Divers écologiste | 320          | 0,63         |             |             |  |
|                | Catherine Sackur                | Extrême gauche    | 267          | 0,53         |             |             |  |
|                | Marie-Pierre Mondoloni          | GÉ                | 250          | 0,5          |             |             |  |
|                | Axel Hvidsten                   | MÉI               | 202          | 0,4          |             |             |  |
|                | Michèle Marchal-Morelli         | IR                | 134          | 0,27         |             |             |  |
|                | Alain Lecomte                   | Divers écologiste | 122          | 0,24         |             |             |  |
|                | Édith-Marie Ruzziconi           | Divers            | 82           | 0,16         |             |             |  |
|                |                                 |                   |              |              |             |             |  |
| Inscrits       | Inscrits                        | Inscrits          | 83 399       | 100,00       | 83 333      | 100,00      |  |
| Abstentions    | Abstentions                     | Abstentions       | 31 942       | 38,3         | 38 896      | 46,68       |  |
| Votants        | Votants                         | Votants           | 51 457       | 61,7         | 44 437      | 53,32       |  |
| Blancs et nuls | Blancs et nuls                  | Blancs et nuls    | 985          | 1,91         | 5 384       | 12,12       |  |
| Exprimés       | Exprimés                        | Exprimés          | 50 472       | 98,09        | 39 053      | 87,88       |  |

Le suppléant de Christian Estrosi était Charles Ange Ginésy. Charles Ange Ginésy remplaça Christian Estrosi, nommé membre du gouvernement, du 3 juillet 2005 au 19 juin 2007.

#### Élection de 2007
|                | Christian Estrosi sortant réélu | UMP            | 32 580 | 60,08  |  |  |  |
|                | Paul Cuturello                  | PS             | 8 560  | 15,78  |  |  |  |
|                | Francis Tujague                 | PCF            | 3 959  | 7,30   |  |  |  |
|                | Bruno Ligonie                   | FN             | 2 846  | 5,25   |  |  |  |
|                | Karine Lambert                  | UDF–MoDem      | 2 002  | 3,69   |  |  |  |
|                | Pierre-Antoine Plaquevent       | BI             | 1 195  | 2,20   |  |  |  |
|                | Jeannine Thiemonge              | Les Verts      | 754    | 1,39   |  |  |  |
|                | Pascale Gacem                   | LCR            | 710    | 1,31   |  |  |  |
|                | Axel Hvidsten                   | MÉI            | 344    | 0,63   |  |  |  |
|                | Serge Gabry                     | LT-LNÉ         | 335    | 0,62   |  |  |  |
|                | Rose-Marie Baele                | MNR            | 242    | 0,45   |  |  |  |
|                | Jean-Jacques Remond             | CPNT           | 241    | 0,44   |  |  |  |
|                | Danièle Bartoli                 | LO             | 240    | 0,44   |  |  |  |
|                | Michaël Abitbol                 | Divers         | 223    | 0,41   |  |  |  |
|                |                                 |                |        |        |  |  |  |
| Inscrits       | Inscrits                        | Inscrits       | 86 808 | 100,00 |  |  |  |
| Abstentions    | Abstentions                     | Abstentions    | 31 901 | 36,75  |  |  |  |
| Votants        | Votants                         | Votants        | 54 907 | 63,25  |  |  |  |
| Blancs et nuls | Blancs et nuls                  | Blancs et nuls | 676    | 1,23   |  |  |  |
| Exprimés       | Exprimés                        | Exprimés       | 54 231 | 98,77  |  |  |  |

Le suppléant de Christian Estrosi était Charles Ange Ginésy.

#### Élection partielle de 2008
Charles Ange Ginésy démissionne afin que Christian Estrosi redevienne député.
| Candidat       | Candidat                        | Parti             | Premier tour | Premier tour | Second tour | Second tour |  |
| Candidat       | Candidat                        | Parti             | Voix         | %            | Voix        | %           |  |
| -------------- | ------------------------------- | ----------------- | ------------ | ------------ | ----------- | ----------- |  |
|                | Christian Estrosi sortant réélu | UMP               | 18 511       | 61,09        | 19 865      | 69,37       |  |
|                | Paul Cuturello                  | PS                | 6 285        | 20,74        | 8 772       | 30,63       |  |
|                | Ghislain Gianno                 | PCF               | 1 682        | 5,55         |             |             |  |
|                | Bruno Ligognie                  | FN                | 1 464        | 4,83         |             |             |  |
|                | Pierre-Antoine Plaquevent       | Extrême droite    | 1 396        | 4,61         |             |             |  |
|                | Axel Hvidstein                  | Divers écologiste | 961          | 3,17         |             |             |  |
|                |                                 |                   |              |              |             |             |  |
| Inscrits       | Inscrits                        | Inscrits          | 87 509       | 100,00       | 87 503      | 100,00      |  |
| Abstentions    | Abstentions                     | Abstentions       | 56 266       | 64,3         | 57 481      | 65,69       |  |
| Votants        | Votants                         | Votants           | 31 243       | 35,7         | 30 022      | 34,31       |  |
| Blancs et nuls | Blancs et nuls                  | Blancs et nuls    | 944          | 3,02         | 1 385       | 4,61        |  |
| Exprimés       | Exprimés                        | Exprimés          | 30 299       | 96,98        | 28 637      | 95,39       |  |

Le suppléant de Christian Estrosi était Charles Ange Ginésy. Charles Ange Ginésy remplaça Christian Estrosi, nommé membre du gouvernement, du 23 juillet 2009 au 14 décembre 2010.

#### Élection de 2012
| Candidat       | Candidat                        | Parti                             | Premier tour | Premier tour | Second tour | Second tour |  |
| Candidat       | Candidat                        | Parti                             | Voix         | %            | Voix        | %           |  |
| -------------- | ------------------------------- | --------------------------------- | ------------ | ------------ | ----------- | ----------- |  |
|                | Christian Estrosi sortant réélu | UMP                               | 21 814       | 44,23        | 28 019      | 63,41       |  |
|                | Paul Cuturello                  | PS (EÉLV)                         | 12 419       | 25,18        | 16 168      | 36,59       |  |
|                | Danielle Cardin                 | RBM (FN)                          | 10 559       | 21,41        |             |             |  |
|                | Emmanuelle Gaziello             | FG (PCF) (PG)                     | 1 944        | 3,94         |             |             |  |
|                | Gildas Dupré                    | CpF (MoDem)                       | 649          | 1,32         |             |             |  |
|                | Brigitte Ballouard              | MHAN                              | 615          | 1,25         |             |             |  |
|                | Florence Ciaravola              | SÉGA-ALT (NPA, GA, FASE, PO, ROC) | 475          | 0,96         |             |             |  |
|                | Axel Hvidsten                   | AÉI                               | 333          | 0,68         |             |             |  |
|                | Anthony Mitrano                 | DLR                               | 307          | 0,62         |             |             |  |
|                | Jean-Pierre Pisoni              | COM                               | 132          | 0,27         |             |             |  |
|                | Jean-Marie Alexandre            | LO                                | 74           | 0,15         |             |             |  |
|                |                                 |                                   |              |              |             |             |  |
| Inscrits       | Inscrits                        | Inscrits                          | 85 420       | 100,00       | 85 420      | 100,00      |  |
| Abstentions    | Abstentions                     | Abstentions                       | 35 495       | 41,55        | 39 301      | 46,01       |  |
| Votants        | Votants                         | Votants                           | 49 925       | 58,45        | 46 119      | 53,99       |  |
| Blancs et nuls | Blancs et nuls                  | Blancs et nuls                    | 604          | 1,21         | 1 932       | 4,19        |  |
| Exprimés       | Exprimés                        | Exprimés                          | 49 321       | 98,79        | 44 187      | 95,81       |  |

Le suppléant de Christian Estrosi était Alain Frère, médecin, maire de Tourrette-Levens, conseiller général du canton de Levens.

#### Élection partielle de 2016
À la suite de la démission de Christian Estrosi de son poste de député le 29 mars 2016, une élection législative partielle se tient les 22 et 29 mai 2016.
| Candidat       | Candidat                    | Parti          | Premier tour | Premier tour | Second tour | Second tour |  |
| Candidat       | Candidat                    | Parti          | Voix         | %            | Voix        | %           |  |
| -------------- | --------------------------- | -------------- | ------------ | ------------ | ----------- | ----------- |  |
|                | Marine Brenier élue         | UMP            | 9 367        | 47,44        | 11 733      | 64,09       |  |
|                | Michel Brutti               | FN             | 6 071        | 30,75        | 6 575       | 35,91       |  |
|                | Philippe Pellegrini         | FG (PCF)       | 1 482        | 7,52         |             |             |  |
|                | Chaama Graillat             | PS             | 1 281        | 6,49         |             |             |  |
|                | Christine Beyl              | AÉI            | 826          | 4,18         |             |             |  |
|                | Romane Raiberti-Ingigliardi | Divers droite  | 462          | 2,34         |             |             |  |
|                | Nicolas Rousseaux           | Divers droite  | 249          | 1,26         |             |             |  |
|                | Pascal Reva                 | Extrême gauche | 5            | 0,03         |             |             |  |
|                |                             |                |              |              |             |             |  |
| Inscrits       | Inscrits                    | Inscrits       | 88 081       | 100,00       | 88 082      | 100,00      |  |
| Abstentions    | Abstentions                 | Abstentions    | 67 528       | 76,67        | 68 176      | 77,4        |  |
| Votants        | Votants                     | Votants        | 20 553       | 23,33        | 19 906      | 22,6        |  |
| Blancs et nuls | Blancs et nuls              | Blancs et nuls | 810          | 3,94         | 1 598       | 8,03        |  |
| Exprimés       | Exprimés                    | Exprimés       | 19 743       | 96,06        | 18 308      | 91,97       |  |

Le suppléant de Marine Brenier était Christian Estrosi.

#### Élections de 2017
|                                                                                   | |                           |                           |                          |                          |
|                                                                                   | | Premier tour 11 juin 2017 | Premier tour 11 juin 2017 | Second tour 18 juin 2017 | Second tour 18 juin 2017 |
|                                                                                   | |                           |                           |                          |                          |
|                                                                                   | | Nombre                    | % des inscrits            | Nombre                   | % des inscrits           |
| Inscrits                                                                          | Inscrits                                                                                                   | 87 903                    | 100,00                    | 87 900                   | 100,00                   |
| Abstentions                                                                       | Abstentions                                                                                                | 48 465                    | 55,13                     | 53 093                   | 60,40                    |
| Votants                                                                           | Votants | 39 438                    | 44,87                     | 34 807                   | 39,60                    |
|                                                                                   | |                           | % des votants             |                          | % des votants            |
| Bulletins blancs                                                                  | Bulletins blancs                                                                                           | 811                       | 2,06                      | 2 086                    | 5,99                     |
| Bulletins nuls                                                                    | Bulletins nuls                                                                                             | 342                       | 0,87                      | 986                      | 2,83                     |
| Suffrages exprimés                                                                | Suffrages exprimés                                                                                         | 38 285                    | 97,08                     | 31 735                   | 91,17                    |
|                                                                                   | |                           |                           |                          |                          |
| Candidat Étiquette politique (partis et alliances)                                | Candidat Étiquette politique (partis et alliances)                                                         | Voix                      | % des exprimés            | Voix                     | % des exprimés           |
|                                                                                   | |                           |                           |                          |                          |
|                                                                                   | Marine Brenier (députée sortante) Les Républicains (Union des démocrates et indépendants)                  | 11 090                    | 28,97                     | 19 424                   | 61,21                    |
|                                                                                   | Chantal Agnely Front national                                                                              | 8 948                     | 23,37                     | 12 311                   | 38,79                    |
|                                                                                   | Daniel Brun La République en marche !                                                                      | 7 192                     | 18,79                     |                          |                          |
|                                                                                   | Philippe Pellegrini La France insoumise                                                                    | 3 978                     | 10,39                     |                          |                          |
|                                                                                   | Benoit Kandel Divers droite (Centre national des indépendants et paysans)                                  | 1 773                     | 4,63                      |                          |                          |
|                                                                                   | Jacqueline Devier Parti socialiste                                                                         | 1 472                     | 3,84                      |                          |                          |
|                                                                                   | Thibault Delhez Debout la France                                                                           | 868                       | 2,27                      |                          |                          |
|                                                                                   | Maryse Ullmann Écologiste (Mouvement écologiste indépendant - Le Trèfle - Mouvement hommes animaux nature) | 807                       | 2,11                      |                          |                          |
|                                                                                   | Christine Beyl Écologiste (Mouvement 100 %)                                                                | 611                       | 1,60                      |                          |                          |
|                                                                                   | Feïza Ben Mohamed Divers                                                                                   | 397                       | 1,04                      |                          |                          |
|                                                                                   | Richard Zanca Divers (Parti animaliste)                                                                    | 350                       | 0,91                      |                          |                          |
|                                                                                   | Romain Icart Divers droite (Parti chrétien-démocrate)                                                      | 286                       | 0,75                      |                          |                          |
|                                                                                   | Patricia Ney Divers (Union populaire républicaine)                                                         | 259                       | 0,68                      |                          |                          |
|                                                                                   | Jean-Marie Alexandre Lutte ouvrière                                                                        | 182                       | 0,48                      |                          |                          |
|                                                                                   | Jean-Philippe Lefevre Divers droite                                                                        | 72                        | 0,19                      |                          |                          |
| Source : Ministère de l'Intérieur - Cinquième circonscription des Alpes-Maritimes | |                           |                           |                          |                          |

Le suppléant de Marine Brenier était José Cobos, ancien capitaine de l'équipe de football, adjoint au maire de Nice.

#### Élections de 2022
| Résultats des élections législatives des 12 et 19 juin 2022 de la 5e circonscription des Alpes-Maritimes |                          |                          |                          |              |              |             |             |
| Candidat                                                                                                 | Candidat                 | Parti et coalition       | Nuance                   | Premier tour | Premier tour | Second tour | Second tour |
| Candidat                                                                                                 | Candidat                 | Parti et coalition       | Nuance                   | Voix         | %            | Voix        | %           |
| | Marine Brenier           | HOR (ENS)                | ENS                      | 10 400       | 26,14        | 14 623      | 42,46       |
| | Christelle D'Intorni     | LR (UDC)                 | LR                       | 8 943        | 22,48        | 19 814      | 57,54       |
| | Frank Khalifa            | RN                       | RN                       | 7 560        | 19,00        |             |             |
| | Philippe Benassaya       | EELV (NUPES)             | NUP                      | 7 052        | 17,73        |             |             |
| | Cédric Vella             | REC                      | REC                      | 2 843        | 7,15         |             |             |
| | Géraldine Maiyé          | MHAN (TUPV)              | ECO                      | 1 381        | 3,47         |             |             |
| | Thibault Delez           | DLF (UPF)                | DSV                      | 669          | 1,68         |             |             |
| | Nathalie Soisson         | PA                       | ECO                      | 465          | 1,17         |             |             |
| | Agnès Benkemoun          | LO                       | DXG                      | 293          | 0,74         |             |             |
| | Jean-Claude Wahid Spach  | SE                       | DIV                      | 176          | 0,44         |             |             |
| Votes valides                                                                                            | Votes valides            | Votes valides            | Votes valides            | 39 782       | 98,28        | 34 437      | 92,29       |
| Votes blancs                                                                                             | Votes blancs             | Votes blancs             | Votes blancs             | 450          | 1,11         | 2 135       | 5,72        |
| Votes nuls                                                                                               | Votes nuls               | Votes nuls               | Votes nuls               | 248          | 0,61         | 741         | 1,99        |
| Total | Total                    | Total                    | Total                    | 40 480       | 100          | 37 313      | 100         |
| Abstention                                                                                               | Abstention               | Abstention               | Abstention               | 50 692       | 55,60        | 53 864      | 59,08       |
| Inscrits / participation                                                                                 | Inscrits / participation | Inscrits / participation | Inscrits / participation | 91 172       | 44,40        | 91 177      | 40,92       |

Le suppléant de Christelle d'Intorni était Stanislas André.

#### Elections de 2024
| Résultats des élections législatives des 30 juin et 7 juillet 2024 de la 5e circonscription des Alpes-Maritimes |                          |                          |                          |              |              |
| Candidat | Candidat                 | Parti et coalition       | Nuance                   | Premier tour | Premier tour |
| Candidat | Candidat                 | Parti et coalition       | Nuance                   | Voix         | %            |
| | Christelle D'Intorni     | RAD (RN)                 | UXD                      | 29 804       | 50,35        |
| | Fabrice Decoupigny       | LÉ (NFP)                 | UG                       | 12 233       | 20,66        |
| | Gaël Nofri               | HOR (ENS)                | ENS                      | 8 473        | 14,31        |
| | Patrice Benoit           | HOR diss.                | DIV                      | 6 375        | 10,77        |
| | Axel Hvidsten            | ÉAC                      | ECO                      | 1 876        | 3,17         |
| | Agnès Benkemoun          | LO                       | EXG                      | 436          | 0,74         |
| |                          |                          |                          |              |              |
| Votes valides                                                                                                   | Votes valides            | Votes valides            | Votes valides            | 59 197       | 97,34        |
| Votes blancs | Votes blancs             | Votes blancs             | Votes blancs             | 1 114        | 1,83         |
| Votes nuls | Votes nuls               | Votes nuls               | Votes nuls               | 503          | 0,83         |
| Total | Total                    | Total                    | Total                    | 60 814       | 100          |
| Abstention | Abstention               | Abstention               | Abstention               | 30 418       | 33,34        |
| Inscrits / participation                                                                                        | Inscrits / participation | Inscrits / participation | Inscrits / participation | 91 232       | 66,66        |

Le suppléant de Christelle d'Intorni est Matthieu Thaon, assistant parlementaire.